# Wilhelm III. (Toulouse)
Wilhelm III. Taillefer († September 1037) aus dem Haus Toulouse war Graf von Toulouse, Albi und Quercy. Er war der Sohn von Raimund III. Pons († nach 961) und Gersende.
Er und seine Vasallen waren bekannt für die Beschlagnahme kirchlichen Eigentums. Das, was er der Abtei Lézat abnahm, gab er zwischen 1015 und 1025 zurück. Papst Johannes XIX. (1024–1032) befahl ihm, den Landraub in Moissac einzustellen – ein Problem, das erst durch seinen Sohn und Nachfolger Pons gelöst wurde, der Moissac an die Abtei Cluny gab.
Um 975 heiratete er Arsinde von Anjou, Tochter des Grafen Fulko II. der Gute; mit ihr hatte er zwei Söhne, die beide jung starben. Im Jahr 1019 schloss er die Ehe mit Emma von Provence, der Tochter von Rotbald III., Graf von Provence; durch sie erbte – nach dem Tod ihres Bruders Wilhelm V. – ihr ältester Sohn Pons außer der Grafschaft Toulouse die Markgrafschaft Provence.
Wilhelm wurde der mächtigste Fürst im westlichen Languedoc. Er trug den Titel eines marchio prefatus in pago Tholosano (Markgraf-Präfekt im Land Toulouse), dehnte seinen Einfluss durch die Besitz seiner zweiten Frau auf die Narbonensis und die Provence aus. Andererseits musste er Machteinbußen in seiner Heimatstadt Toulouse hinnehmen, wo er durch lokale Adlige und Kleriker gezwungen wurde, auf Abgaben zu verzichten, die er dem örtlichen Markt auferlegt hatte.
Kinder Wilhelms III. waren:
Aus der Ehe mit Arsinde von Anjou:
1. Raimund, † jung
2. Heinrich, † jung

Aus der Ehe mit Emma von Provence:
1. Pons II. Wilhelm, † wohl 1061, 1037 Graf von Toulouse, begraben in Saint-Sernin in Toulouse; ⚭ I vor 1037 Marjorie; ⚭ II vor 29. Juni 1053 Almodis de la Marche, 1066 bezeugt, † vor 1077/78, Tochter des Bernhard I., Graf von La Marche, verstoßen von Hugo V. von Lusignan, die in dritter Ehe Raimund Berengar I., Graf von Barcelona, heiratete.
2. Bertrand, 1030 bezeugt;
3. Tochter; ⚭ Fulko Bertrand I., 1018 Graf von Provence, † wohl 27. April 1051
4. Rangarde (Rengause), 1054/97 bezeugt; ⚭ Pedro Ramón, Graf von Carcassonne, Vizegraf von Béziers, und Vizegraf von Agde, 1043/54 bezeugt, † wohl 1060

Daneben hatte er eine uneheliche Tochter:
1. Emma; ⚭ Othon Raymond, Herr von L'Isle-Jourdain